# Tothillia sinensis
Tothillia sinensis là một loài ruồi trong họ Tachinidae.